# Flawless
Flawless is een Amerikaans comedy-drama en misdaadfilm uit 1999.

## Plot
De gelauwerde en gepensioneerde beveiliger Walter Koontz (De Niro) leeft in conflict met zijn buurman en drag queen Rusty (Hoffman) en diens vrienden. Hij is stamgast in een nachtclub vanuit waar hij een oppervlakkige, seksuele relatie heeft met Karen (De Jesus). Tegelijkertijd wijst hij Tia (Rubin-Vega) af, omdat zij hem een 'hoer' lijkt.
Topcrimineel Mr. Z (Saguar) en twee adjudanten bezoeken hun appartementencomplex om het geld terug te halen dat Ambers (Arroyave) vriend van ze gestolen heeft. Na het horen van schoten krijgt Walt een beroerte terwijl hij de trap oprent. Zijn rechterhelft raakt verlamd, met een spraakgebrek en kreupele gang tot gevolg. Hij trekt zich terug in zijn woning en gaat zelfs niet naar therapie. Zijn arts (Jaffrey) bezoekt hem daarop en laat zijn fysiotherapeut (Corcoran) bij hem thuiskomen. Deze raadt zanglessen aan, maar wanneer Walt op de stoep uitglijdt bij het zwaaien naar een taxi geeft hij dit plan op.
Rusty wil een geslachtsoperatie, maar kan dit niet betalen. Walt gaat bij tegen betaling bij hem zanglessen volgen. Langzaamaan worden de twee vrienden en verbeterd Walts toestand. Rusty vertelt hem dat iedereen betaalt in een relatie, ook echtgenoten en vriendjes. Hierop belt Walt Karen. Hij liegt dat al zijn geld naar therapie is gegaan, waarop zij de boot afhoudt. Tia bezoekt hem. Zij breekt hun rendez-vous echter af wanneer hij stelt dat zijn vriend en ex-collega Tommy (Sudduth) haar betaald moest hebben. 
Walt vertelt Rusty dat een andere ex-collega zijn vriendschap heeft verraden door een lift naar het vliegveld te vragen, nadat hij een fortuin van hun werkgever had gestolen. Rusty antwoordt als eigen  bekentenis dat hij het geld van Mr. Z heeft gepakt op de avond van de schietpartij. Walt realiseert zich dat de zanglessen een dekmantel waren en voelt zich opnieuw gebruikt, en vertrekt woedend. De conciërge onderschept Rusty's medische factuur en vertelt Mr Z. dat hij het geld heeft. Walt gaat voor het eerst sinds de beroerte terug naar de nachtclub en maakt het goed met Tia. Bij zijn terugkomst waarschuwt de conciërge hem alle geluiden die nacht te negeren. Mr. Z en zijn ondergeschikten pakken Rusty in zijn appartement en Walt gaat opnieuw naar boven. Samen doden ze de drie criminelen. Walt was gewond geraakt en belandt in een ambulance. Rusty geeft de broeders het geld om de beste zorg voor hem te krijgen.

## Rolverdeling
| Acteur                  | Personage              |
| ----------------------- | ---------------------- |
| Robert De Niro          | Walt Koontz            |
| Philip Seymour Hoffman  | Rusty                  |
| Barry Miller            | Leonard Wilcox         |
| Chris Bauer             | Jacko                  |
| Wilson Jermaine Heredia | Cha-Cha                |
| Daphne Rubin-Vega       | Tia                    |
| Penny Balfour           | Cristal                |
| Mina Bern               | Mevrouw Spivak         |
| Rory Cochrane           | Pogo                   |
| Skipp Sudduth           | Tommy                  |
| Nashom Benjamin         | Amazing Grace          |
| Wanda De Jesus          | Karen                  |
| Madhur Jaffrey          | Dr. Nirmala            |
| John R. Corcoran        | Fysiotherapeut LaShaun |
| Scott Allen Cooper      | Ivana                  |
| Karina Arroyave         | Amber                  |
| Luis Saguar             | Mr. Z                  |

## Prijzen en nominaties
| Jaar | Prijs                                                     | Genomineerde(n)        | Uitslag     |
| ---- | --------------------------------------------------------- | ---------------------- | ----------- |
| 2000 | Screen Actors Guild Award for Best Actor - Motion Picture | Philip Seymour Hoffman | Genomineerd |